# Tiratge

Tiratge o tirada és un terme que servia per a indicar el nombre d'exemplars o d'estampes que s'imprimien en la indústria editorial i les arts gràfiques. A poc a poc, el seu ús es va estendre a tota mena de productes.

## Arts gràfiques
En les arts gràfiques (xilografia, litografia, calcografia, serigrafia, linografia…), el tiratge és el joc de peces idèntiques impreses amb la mateixa planxa, pedra, plantilla o altres superfícies matricials. Els artistes solen numerar cada exemplar amb una fracció tipus 1/50. En aquesta seriació el numerador indica l'orde d'impressió i el denominador el nombre total. És costum destruir la matriu després de la darrera impressió, per tal de garantir-ne el nombre restringit i el valor de cada còpia de l'obra. Com més petit és el numerador, tant més val l'obra, ja que, depenent del material utilitzat, la planxa matriu s'espatlla a poc a poc. La seriació es fa directament sobre el gravat, en general a llapis. Les proves anteriors, com les proves d'estat, épreuve d'artiste, bon à tirer o EA, els primers tests de tintatge són fora de sèrie i de nombre molt petit. També s'utilitza HC (Hors commerce) per a uns pocs exemplars que l'artista guarda per a ell mateix o per regalar. L'expressió francesa bon à tirer (bo per imprimir) indica que el gravat –o l'obra– és bona, que no calen més correccions i que pot ser imprès.
La mateixa manera de seriar s'utilitza també per a obres de foneria en què el motlle pot utilitzar-se més d'una vegada.

## Llibres
S'utilitza també per als llibres, on es poden trobar les expressions tiratge limitat, primer tiratge, etc. En edicions de bibliofília o certs llibres d'artista que es troben al límit de l'art i de l'edició, sovint s'imprimeix «l'edició original» damunt de paper de millor qualitat en un tiratge limitat numerat de x fins a y, en una edició normal no numerada. Per a col·leccionistes de llibres, una còpia del primer tiratge té un valor suplementari, sobretot si el primer tiratge va ser curt i després l'obra va esdevenir un succés, o l'obra va ser prohibida i molts exemplars van ser cremats o destruïts.

## Publicacions periòdiques
A la premsa periòdica es parla de tiratge o de circulació. Si en les obres d'art o els objectes exclusius un tiratge petit n'augmenta el valor, per a diaris i revistes és just el contrari, cal un tiratge el més llarg possible: determina les tarifes publicitàries i els ingressos de la propaganda. Aquest valor depèn no tan sols del tiratge, també i especialment de la difusió: el nombre d'exemplars venuts i el nombre de persones que llegeixen la publicació, ja que la majoria dels diaris els llegeix més d'una persona. El tiratge es pot comptar objectivament a la impremta, la difusió i el nombre de lectors són controlats per organitzacions independents per tal d'assegurar-ne l'objectivitat.

## Tiratge limitat com a eina de màrqueting
En aquests temps de producció en massa, l'exclusivitat d'un producte n'augmenta el valor subjectiu i, per tant, el preu. Un tiratge limitat o numerat esdevé aleshores una eina del màrqueting per tal de crear una escassetat artificial. La tècnica de l'edició limitada o numerada, sovint en terminologia anglesa (limited edition, special edition, collector's item) es fa servir avui dia a tot arreu: des de l'oli d'oliva, les plaques de cava o el vi rar, fins als mobles de disseny, els autos, els discs o la roba.